# Bolo von Ripperda

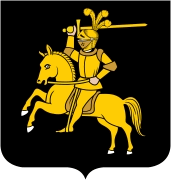
Stammwappen der Reichsfreiherren von Ripperda

Bolo IV. Reichsfreiherr von Ripperda zu Petkum (* 1630; † 1680 in Petkum) war Präsident der Ostfriesischen Landschaft.

## Jugend
Bolo von Ripperda wurde als Sohn von Thea (geb. von Werdum) und Bolo III. Reichsfreiherr von Ripperda zu Petkum, Hofrichter zu Aurich geboren. Er wuchs auf der Burg zu Petkum in Ostfriesland auf. 

## Leben
Bolo war Präsident der Ostfriesischen Landschaft und wurde Bevollmächtigter der Ostfriesischen Landstände und der Fürstin von Ostfriesland am kaiserlichen Hof in Wien. Er sollte beim Kaiser die gänzliche Befreiung Ostfrieslands von allen Einquartierungen und anderen Kriegslasten während des damaligen Reichskrieges gegen eine gewisse Entschädigung durchsetzen. 
Kaiser Leopold I. bestätigte den 3. September 1676 zu Wien das Reichsfreiherrendiplom von Kaiser Friedrich III. von 1474 für Bolo IV. und das ganze Geschlecht von Ripperda. Bolo IV. wurde es gestattet das Wappen von Petkum mit seinem Familienwappen zu verbinden. Er ist nicht verheiratet gewesen und hatte keine Kinder.